# Реакция Прилежаева
Реакция Прилежаева — взаимодействие алкенов с надкислотами с образованием оксиранов (эпоксидов). Открыта российским и советским химиком органиком Н. А. Прилежаевым в 1909 г.
Реакция протекает по механизму электрофильной атаки атомом кислорода гидропероксидной группы молекулы надкислоты на кратную связь молекулы алкена. При этом образуется циклическое переходное состояние:
Реакция является стереоселективной, и в итоге чаще всего образуются цис-оксиды, в которых сохраняется пространственная конфигурация заместителей. Если же в молекуле исходного алкена есть стерические затруднения, то наряду с цис-изомерами образуются и транс-изомеры. Реакция протекает быстрее, если в молекуле алкена есть электронодонорные заместители; электроноакцепторные заместители замедляют реакцию.
Реакцию проводят в инертных растворителях (C6H14, C6H6, CH2Cl2, CHCl3, CCl4 при температурах от −10 до 60 °C с выходом продукта реакции 60-80 %.
Реакция Прилежаева применяется в лабораториях для препаративного синтеза.